# Kim Jae-sung
Kim Jae-sung, né le 3 octobre 1983, est un ancien footballeur international sud-coréen qui évoluait au poste de milieu de terrain.

## Biographie
Débutant en 2005 la K-League avec le Jeju United, Kim Jae-sung rejoint ensuite les Pohang Steelers en 2008. Il remporte la Coupe de Corée du Sud en 2008 et la Ligue des champions de l'AFC 2009. Il dispute aussi la Coupe du monde des clubs 2009, où les Pohang Steelers terminent troisièmes.

Il est sélectionné pour la première fois en équipe de Corée du Sud de football en 2010 lors d'un match amical face à l'équipe de Zambie de football. Deuxième de la Coupe d'Asie de l'Est de football 2010, Kim Jae-sung fait partie du groupe des vingt-trois sélectionnés pour la Coupe du monde de football de 2010.